# Kamehameha II
Kamehameha II (Hilo, ~1797 - Londen, 14 juli 1824), geboren als Liholiho, was de tweede koning van Hawaï. Hij volgde zijn vader Kamehameha I op na diens dood op 8 mei 1819.
Tijdens zijn regering was de meeste macht in handen van Kaahumanu, een van de vrouwen van Kamehameha I. Onder haar invloed werd in oktober 1819 het systeem van kapu's verbroken. Dit systeem verbood onder andere dat vrouwen aten in dezelfde ruimte als mannen. Deze verandering gebeurde enkele maanden voordat de eerste missionarissen aankwamen in Hawaï. De missionarissen versterkten daarna deze politiek. 
In november 1823 vertrok Kamehameha II naar Engeland voor onderhandelingen met George IV. Echter voor een ontmoeting kon plaatsvinden overleed hij op 14 juli 1824 aan mazelen. 
Zijn vrouw Kamāmalu overleed zes dagen later aan dezelfde ziekte. 
Kamehameha II werd opgevolgd door zijn jongere broer Kauikeaouli als Kamehameha III.